# Айтмембетово
Айтмембе́тово (рос. Айтмембетово, башк. Айытмәмбәт) — присілок у складі Архангельського району Башкортостану, Росія. Входить до складу Узуларовської сільської ради.
Населення — 310 осіб (2010; 411 в 2002).
Національний склад:
- башкири — 98 %